# Sheck Wes
Khadimou Rassoul Cheikh Fall (Harlem, 10 de setembro de 1998), mais conhecido como Sheck Wes, é um rapper, cantor, compositor e modelo norte-americano.